# Абержеман ла Ронс
Абержеман ла Ронс (фр. Abergement-la-Ronce) насеље је и општина у источној Француској у региону Франш-Конте, у департману Јура која припада префектури Доле.
По подацима из 2011. године у општини је живело 775 становника, а густина насељености је износила 108,85 становника/km². Општина се простире на површини од 7,12 km². Налази се на средњој надморској висини од 191 метар (максималној 195 m, а минималној 186 m).

## Демографија
| 1962. | 1968. | 1975. | 1982. | 1990. | 1999. | 2011. |
| ----- | ----- | ----- | ----- | ----- | ----- | ----- |
| 417   | 454   | 610   | 677   | 667   | 735   | 775   |

График промене броја становника у току последњих година